# Représentations diplomatiques de Sainte-Lucie

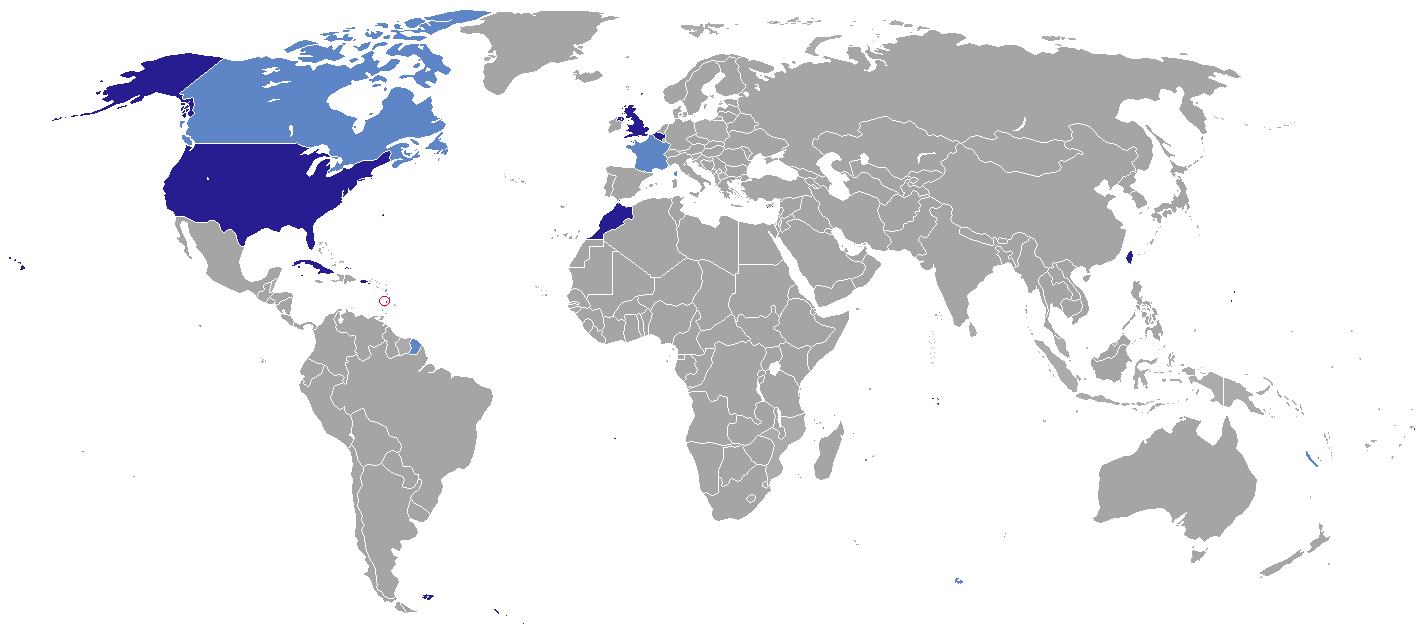
Représentations diplomatiques de Sainte-Lucie :
Sainte-Lucie
Ambassade ou haut-commissariat
Consulat général

Ceci est une liste des représentations diplomatiques de Sainte-Lucie. Sainte-Lucie dispose d'un nombre modeste de missions diplomatiques adaptées à la taille du pays. Son ambassade et sa mission auprès de l'Union européenne à Bruxelles et son ambassade au Maroc sont partagées avec d'autres États des Caraïbes orientales.

## Afrique
- Maroc
  - Rabat (ambassade)[1]

## Amérique
- Canada
  - Toronto (consulat général)[2]
- Cuba
  - La Havane (ambassade)
- États-Unis
  - Washington (ambassade)[3]
  - Miami (consulat général)[4]
  - New York (consulat général)

## Asie
- Taïwan
  - Taipei (ambassade)[5]

## Europe
- Belgique
  - Bruxelles (ambassade)
- France
  - Fort-de-France, Martinique (consulat général)
- Royaume-Uni
  - Londres (Haut-commissariat (en))

## Organisations internationales
- ONU
  - New York (mission permanente)
- Organisation des États américains
  - Washington (mission permanente)
- UNESCO
  - Paris (mission permanente)
- Union européenne
  - Bruxelles (mission)

## Galerie

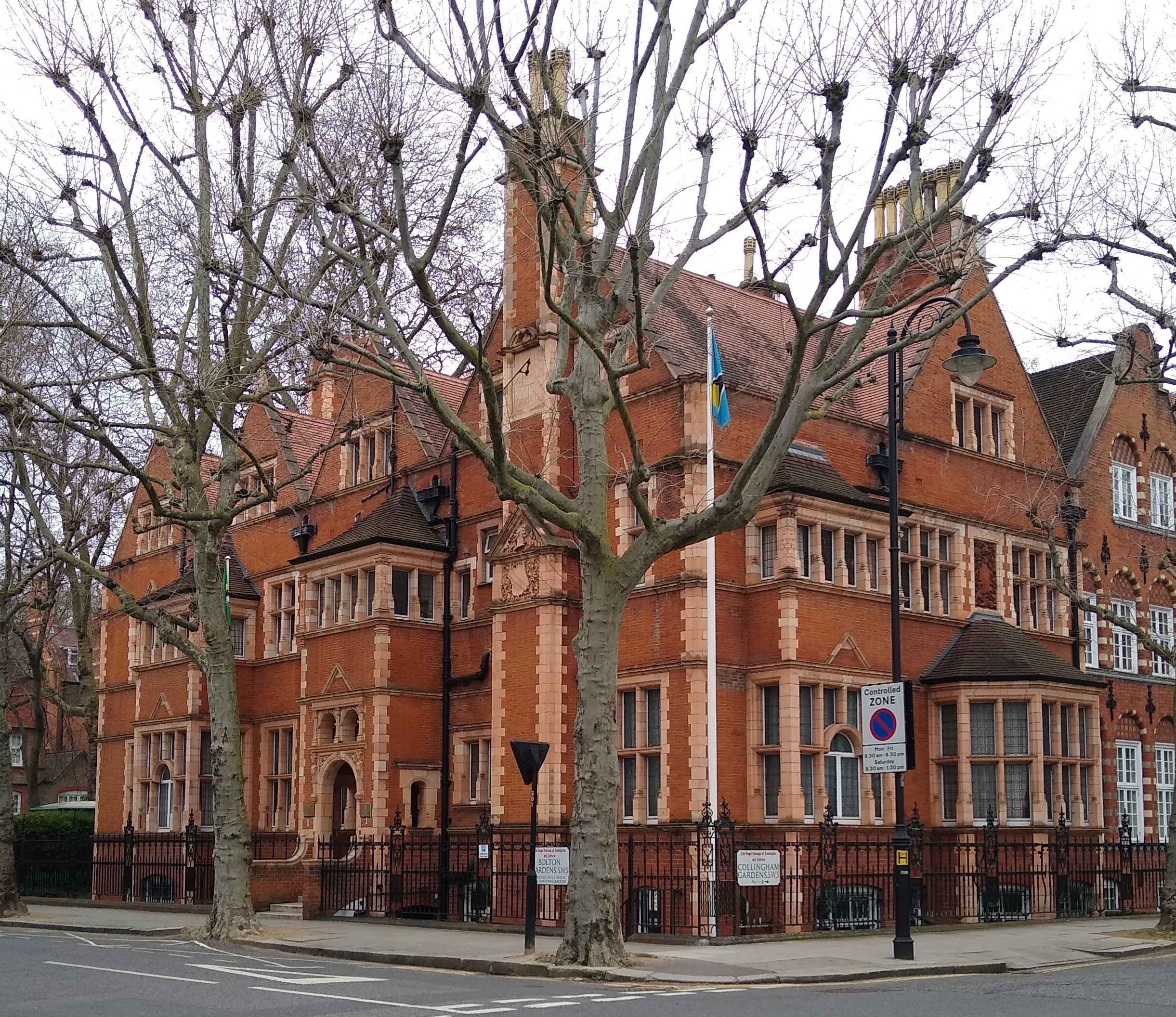
Haut-commissariat à Londres.
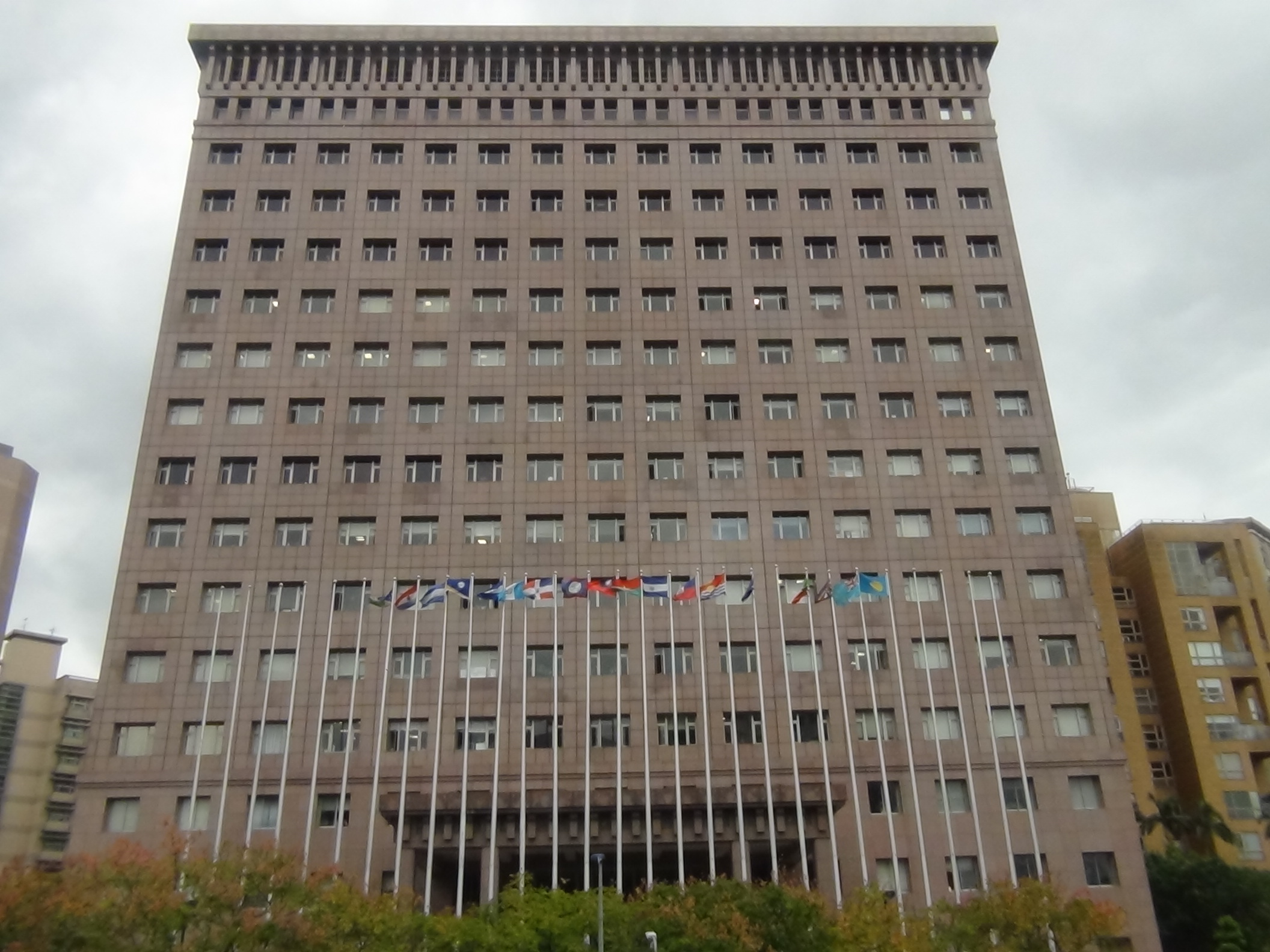
Ambassade à Taipei.
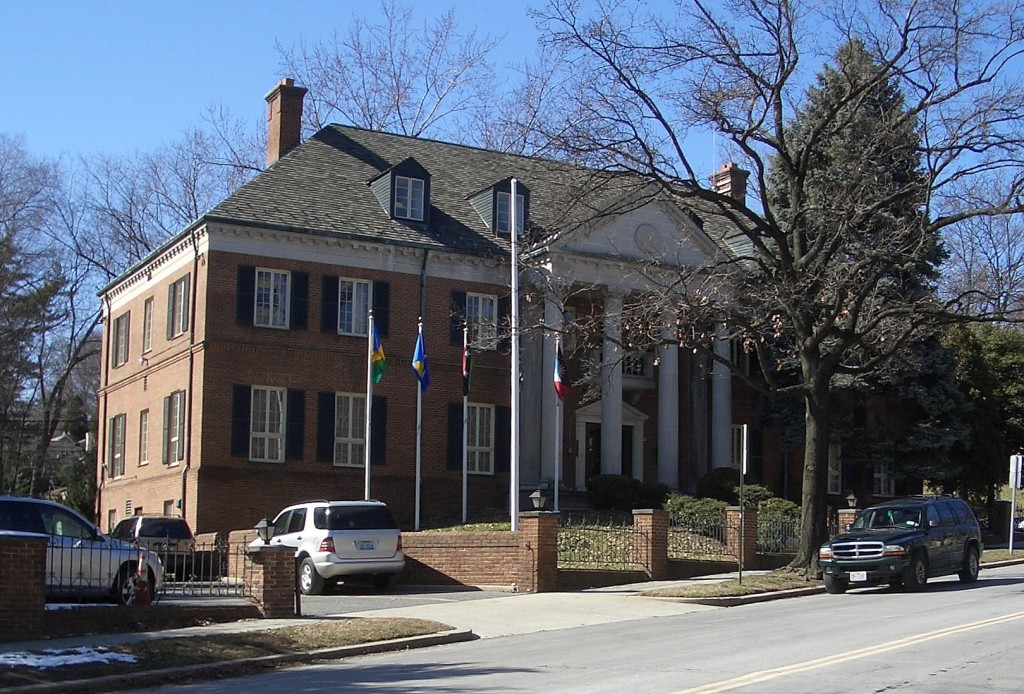
Ambassade à Washington.